# Anthocharis stella
Anthocharis stella är en fjärilsart som beskrevs av Edwards 1879. Anthocharis stella ingår i släktet Anthocharis och familjen vitfjärilar. Inga underarter finns listade i Catalogue of Life.